# چارونوسور
چارونوسور (نام علمی: Charonosaurus) نام یک گونه از تیره هادروسارید است.